# Schloss Wetzlas
Das Schloss Wetzlas ist ein klassizistisches Herrenhaus im niederösterreichischen Ort Wetzlas, das mit seinen Wirtschaftsgebäuden und einem astronomischen Turm zu einem dreiseitig geschlossenen Gebäudekomplex verbunden ist. Die denkmalgeschützte Anlage (Listeneintrag) ist von einem Park und einer Gartenmauer umgeben.

## Geschichte
Der ehemalige Meierhof wurde um 1720–1725 von Freiherr Ignaz Philip von Ehrmanns, dem Besitzer der Herrschaft Dobra, zu einem Herrenhaus umgebaut. Unter den Ehrmanns wurde auch der astronomische Turm und der Schlossgarten angelegt. Nach häufigem Besitzerwechsel wird 1814 Freiherr von Pereira-Arnstein als Eigentümer genannt. 1842 kaufte Franz von Andrea das Anwesen und erweiterte es durch Aufstockung und den Zubau einer Kapelle. Doch auch nach Franz von Andrea änderten sich die Eigentumsverhältnisse oft. 1940 wurde Schloss Wetzlas an das Deutsche Reich verkauft und dem Truppenübungsplatz Döllersheim einverleibt. Nach Ende des Zweiten Weltkriegs und nach Abzug der Besatzungsmächte kam das Anwesen in den Besitz der Republik Österreich, die es 1964 wiederum an einen privaten Besitzer verkaufte. Das Schloss war zu diesem Zeitpunkt bereits vom Verfall bedroht und war zudem mehrmals von Brandstiftern heimgesucht worden. 1991 wurde es von Hans Pretterebner gekauft und grundlegend saniert. Ab 2001 wurde es als Jugendgästehaus und Ferienschloss betrieben. 2021 wechselte es erneut den Besitzer.

## Beschreibung
Der langgestreckte, zweigeschoßige Bau mit übergiebeltem Mittelrisalit ist im Erdgeschoß durch eine durchgehende Nutung gegliedert. Der fünfachsige Mittelrisalit hat im Obergeschoß eine Pilastergliederung und trägt am Giebel das Wappen des Franz von Andrea. Die vorgelagerte, breite Auffahrt ist von einer Steinbalustrade begrenzt. Die im Inneren teilweise vorhandenen Stuckdecken stammen vermutlich aus dem 19. Jahrhundert.
Die Kapelle liegt an der Westseite des Schlosses. Sie ist rechteckig und hat einen eingezogenen Chor mit Rundapsis im Süden, einen kleinen Dachreiter mit Zwiebelhelm sowie rundbogige und ovale Fenster. Das innen flach gedeckte Langhaus mit Eckabschrägungen und der Chor sind kreuzgratgewölbt und haben eine umlaufende Pilastergliederung. Der Gewölbeaufsatz des Chors ist mit einem profilierten Kämpfer versehen. Die Deckenbemalung ist klassizistisch, so wie auch der Marmoraltar, der wahrscheinlich aus dem 19. Jahrhundert stammt.
Der astronomische Turm stammt aus der zweiten Hälfte des 18. Jahrhunderts und wurde von der Familie Ehrmanns angelegt. Der zweigeschoßige Bau mit gebändertem Untergeschoß hat rundbogige Fenster und im Obergeschoß eine Pilastergliederung.
An der Nordseite des Hofes liegen ehemalige Ställe mit Kreuzgratgewölben über toskanischen Säulen, die Ende des 18./Anfang des 19. Jahrhunderts gebaut wurden. Teile davon wurden durch Brandstiftungen im Jahr 1963 vernichtet.

## Filmkulisse
Schloss Wetzlas wurde mehrmals als Drehort für Filme und Fernsehserien genutzt, so zum Beispiel 1972 für die Fernsehserie Die Abenteuer des braven Soldaten Schwejk mit Fritz Muliar und Heinz Marecek oder für einige Szenen der Kinokomödie Drei Herren mit Karl Markovics, Karl Merkatz und Ottfried Fischer im Jahr 1998.

## Sonstiges
Schloss Wetzlas ist Schauplatz von Ilse Krumpöcks Romanbiografie Hitlers Großmutter (2011) über das Leben und Schicksal der Dienstbotin Anna Maria Schickelgruber unter ihren Dienstherren Heinrich und Adolf Pereira-Arnstein in den 1830er Jahren.